# Star Trek CCG
Star Trek Customizable Card Game är ett av de äldsta samlarkortspelen i världen. Decipher gav ut den första grundserien till spelet 1994, året efter att Wizards of the Coast gav ut Magic: The Gathering och samma år som Vampire the Eternal Struggle. Kortspelet bygger på TV-serien och filmerna om Star Trekuniversumet. 
Idén bakom kortspelet är att varje spelare ska lösa uppdrag med hjälp av sina karaktärer, samt stoppa motståndaren från att lösa sina uppdrag. Spelet finns i två versioner. Den första som kallas First Edition (förkortat 1E) samt i en ny version med kraftigt reviderade regler vid namn Second Edition (förkortat 2E). Den senare släpptes 2002 och innehåller både kort som är unika för 2E, samt ett antal kort som går att använda i båda varianterna av spelet. I december 2007 meddelade Decipher att man lägger ner spelet efter den sista expansionen What You Leave Behind som släpptes den 20:e samma månad.
Efter att Decipher meddelat nedläggningen av spelet bildades The Continuing Committee (TCC) bestående av bland annat hängivna spelare, de högst rankade domarna från tiden i Decipher samt Brad som tidigare var lead designer på Decipher. TCC har meddelat att man kommer att ge ut virtuella expansioner där spelarna kan skriva ut korten och använda i turneringsspel. Den första av dessa heter The Undiscovered Country och släpptes den 9 maj 2008, medan den andra släpps 14 augusti 2008 och heter Favor the Bold. Förutom att släppa virtuella expansioner och uppdatera regelverket arrangerar TCC kontinentalmästerskap, VM och sanktionerar turneringar såsom SM med mera.

## Släppta grundserier och expansioner

### 1st edition
- Premiere
- Warp Pack
- Alternate Universe
- Two Player Game
- Q-Continuum
- First Anthology
- First Contact
- The Fajo Collection
- Official Tournament Seald Deck
- Deep Space Nine
- The Dominion
- Blaze of Glory
- Starter Deck 2
- Rules of Acquisition
- Second Anthology
- The Trouble with Tribbles
- Enhanced First Contact
- Reflections
- Mirror, Mirror
- Voyager
- Enhanced Premiere
- The Borg
- Holodeck Adventures
- The Motion Pictures (Sista fullstora expansionen 1ed)
- All Good things (Antologilåda som skulle knyta ihop "lösa trådar")
- The Enterprise Collection (Ett set om 18 kort, för att introducera Star Fleet i 1ed, släpptes 2006)

### 2nd edition - Decipher
- Second Edition Base Set
- Energize
- Call to Arms
- Necessary Evil
- Tenth Anniversary
- Fractured Time
- Reflections 2.0
- Strange New Worlds
- Adversaries Anthology
- To Boldly Go
- Dangerous Missions
- Captain's Log
- Genesis
- These Are The Voyages
- In A Mirror, Darkly
- What You Leave Behind

### 2nd edition - The Continuing Committee
- The Undiscovered Country
- Favor the Bold